# 冨春院 (浜松市)
長松山 冨春院（ちょうしょうざん ふしゅんいん）は、静岡県浜松市中央区小沢渡町にある臨済宗方広寺派の寺院。山号は「長松山」。本尊は「延命地蔵願王菩薩」。
遠江四十九薬師霊場の第十六番の札所。浜松七福神 寿老尊天の霊場。

## 歴史
西暦1555年2月、寶室詮大和尚により開山された。明治時代の廃仏毀釈により現在の浜松市南区小沢渡町内にあった東光院（西暦1534年開山）と泰龍寺（西暦1576年開山）が冨春院に合併され今日に至っている。

## 所在地
静岡県浜松市中央区小沢渡町482